# كوري لوسيوس
كوري لوسيوس (بالإنجليزية: Korie Lucious)‏ مواليد 5 نوفمبر 1972 في غاري، هو لاعب كرة سلة أمريكي. بدأ مسيرته الاحترافية في سنة 2013. يلعب في الدوري البولندي لكرة السلة كلاعب هجوم خلفي. يحمل الرقم 13. يبلغ طوله 5 قدم 11 بوصة (1.8 م). لعب كرة السلة الجامعية في جامعة ولاية آيوا.